# Tennis aux Jeux olympiques d'été de 2020
Pour un article plus général, voir Tennis aux Jeux olympiques.
Les épreuves de tennis des Jeux olympiques d'été de 2020 ont lieu du 24 juillet au 1er août 2021 au sein de l'Ariake Coliseum à Tokyo, sur surface dure (Decoturf).
Le tournoi réunira 172 joueurs dans les cinq épreuves : simple et doubles masculins et féminins et double mixte.

### Site des compétitions

Jeux olympiques d'été de 2020

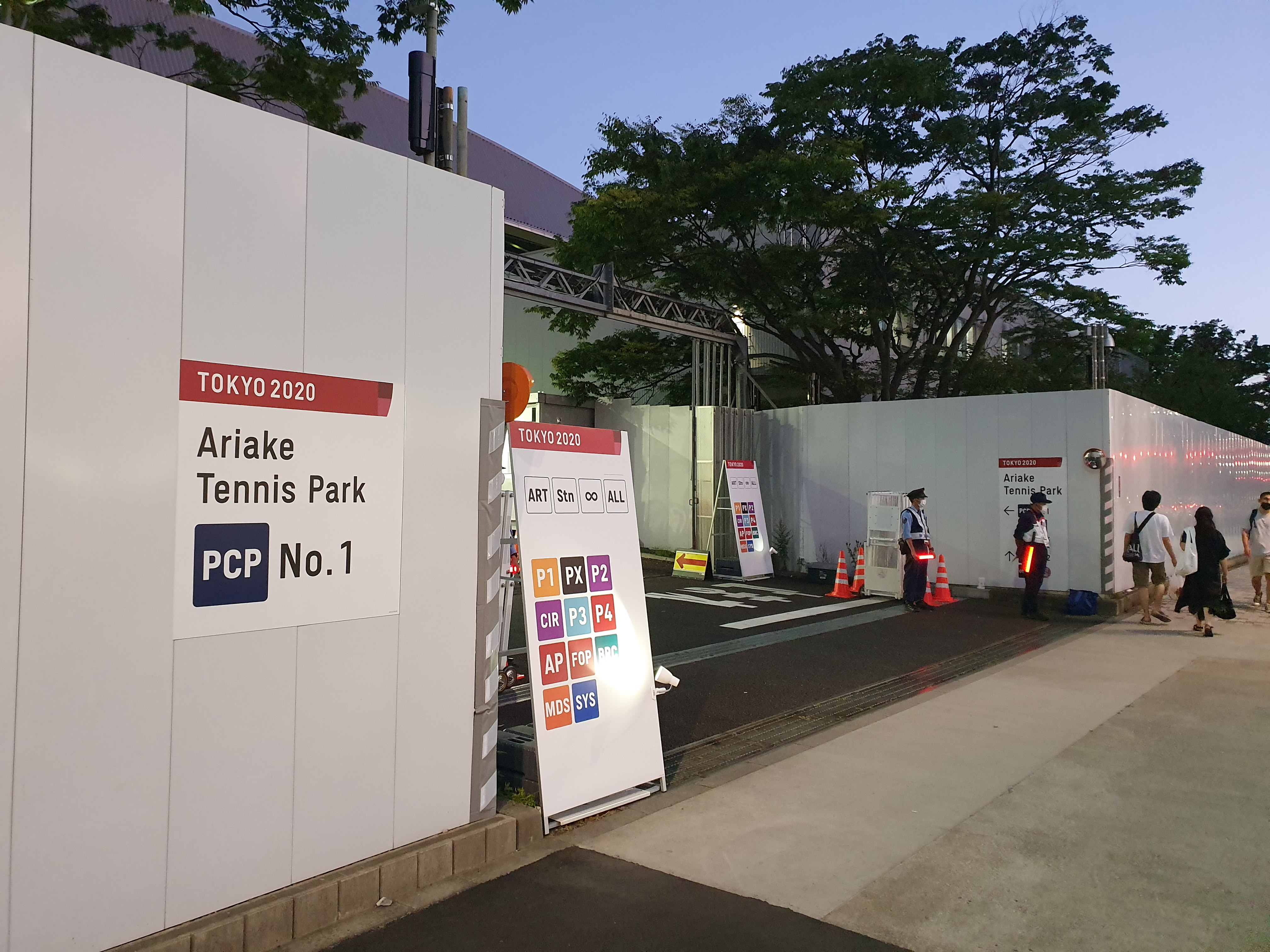
Entrée du court de tennis principal

## Podiums
| Épreuves                             | Or                                                                          | Argent                                         | Bronze                                                         |
| ------------------------------------ | --------------------------------------------------------------------------- | ---------------------------------------------- | -------------------------------------------------------------- |
| Simple messieurs résultats détaillés | Alexander Zverev Allemagne                                                  | Karen Khachanov ROC                            | Pablo Carreño Busta Espagne                                    |
| Simple dames résultats détaillés     | Belinda Bencic Suisse                                                       | Markéta Vondroušová République tchèque         | Elina Svitolina Ukraine                                        |
| Double messieurs résultats détaillés | Nikola Mektić Croatie Mate Pavić Croatie                                    | Marin Čilić Croatie Ivan Dodig Croatie         | Marcus Daniell Nouvelle-Zélande Michael Venus Nouvelle-Zélande |
| Double dames résultats détaillés     | Barbora Krejčíková République tchèque Kateřina Siniaková République tchèque | Belinda Bencic Suisse Viktorija Golubic Suisse | Laura Pigossi Brésil Luisa Stefani Brésil                      |
| Double mixte résultats détaillés     | Anastasia Pavlyuchenkova ROC Andrey Rublev ROC                              | Elena Vesnina ROC Aslan Karatsev ROC           | Ashleigh Barty Australie John Peers Australie                  |

## Tableau des médailles par pays
| Rang  | Nation           | Or | Argent | Bronze | Total |
| ----- | ---------------- | -- | ------ | ------ | ----- |
| 1     | ROC              | 1  | 2      | 0      | 3     |
| 2     | Suisse           | 1  | 1      | 0      | 2     |
| 2     | Croatie          | 1  | 1      | 0      | 2     |
| 2     | Tchéquie         | 1  | 1      | 0      | 2     |
| 5     | Allemagne        | 1  | 0      | 0      | 1     |
| 6     | Nouvelle-Zélande | 0  | 0      | 1      | 1     |
| 6     | Australie        | 0  | 0      | 1      | 1     |
| 6     | Brésil           | 0  | 0      | 1      | 1     |
| 6     | Espagne          | 0  | 0      | 1      | 1     |
| 6     | Ukraine          | 0  | 0      | 1      | 1     |
| Total | Total            | 5  | 5      | 5      | 15    |

## Organisation

### Format
Le tournoi est sous le format à élimination directe et comporte 6 tours pour les simples (64 joueurs/joueuses), 5 tours pour les doubles (32 équipes) et 4 tours en double mixte (16 équipes). Il y a un match supplémentaire pour la médaille de bronze.
Tous les matchs se déroulent en 2 sets gagnants avec des tie-breaks dans chaque set. Pour les matchs de double, un super tie-break (à 10 points) est joué en guise de 3e set.

### Participation
56 joueurs et 56 joueuses sont qualifiés en simple sur la base des classements ATP et WTA au 14 juin 2021. Le classement ATP et WTA est basé sur les performances des 52 dernières semaines. Pour pouvoir se qualifier, il faut avoir représenté 3 fois son pays en Fed Cup ou en Coupe Davis dans le dernier cycle olympique (2016-2020), dont une en 2019 ou 2020. Si la nation est, durant 3 ou 4 ans, dans un tournoi continental, alors l'exigence descend à deux fois. Elle descend également à deux si un joueur a déjà représenté au moins 20 fois son pays. Chaque pays peut aligner un maximum de 4 participants masculins et 4 participantes féminines en simple.
Six des huit places restantes en simple sont attribuées lors de tournois continentaux : deux aux Jeux panaméricains de 2019, une aux Jeux asiatiques de 2018, une aux Jeux africains de 2019, une pour l'Europe et une pour l'Océanie. Les deux dernières places sont attribuées à un représentant du pays hôte et à un ancien médaillé d'or olympique ou un gagnant d'un tournoi du Grand Chelem n'ayant pas réussi à se qualifier.
Pour se qualifier en double, il faut que les deux joueurs soient du même pays. Les 10 meilleurs joueurs classés en double peuvent s'aligner avec un compatriote de leur choix à condition qu'il soit classé dans le top 300 mondial. Un maximum de 2 paires par pays est autorisé à participer. La qualification se fait ensuite avec le classement combiné (14 équipes). Une équipe du pays hôte est qualifiée automatiquement. Les 7 dernières équipes sont composées d'un joueur qui s'est qualifié en simple.
En double mixte, le Japon peut qualifier une équipe en tant que pays hôte. Les autres équipes se qualifient en fonction de leur classement combiné. Cette année, la compétition n'accueille que 16 équipes, contre 32 habituellement.

## Calendrier
| Date               | 24 Juillet | 25 Juillet | 26 Juillet    | 27 Juillet    | 28 Juillet    | 29 Juillet    | 30 Juillet | 31 Juillet | 1er Août |
| Jour               | Samedi     | Dimanche   | Lundi         | Mardi         | Mercredi      | Jeudi         | Vendredi   | Samedi     | Dimanche |
| Début des épreuves | 11:00      | 11:00      | 11:00         | 11:00         | 11:00         | 15:00         | 16:00      | 16:00      | 16:00    |
| ------------------ | ---------- | ---------- | ------------- | ------------- | ------------- | ------------- | ---------- | ---------- | -------- |
| Simple messieurs   | 1er tour   | 1er tour   | 2e tour       | 2e tour       | 1/8 de finale | 1/4 de finale | 1/2 finale | Finales    | Finales  |
| Simple dames       | 1er tour   | 1er tour   | 2e tour       | 1/8 de finale | 1/4 de finale | 1/2 finale    | —          | Finales    | —        |
| Double messieurs   | 1er tour   | 1er tour   | 1/8 de finale | 1/8 de finale | 1/4 de finale | 1/2 finale    | Finales    | —          | —        |
| Double dames       | 1er tour   | 1er tour   | 1/8 de finale | 1/8 de finale | 1/4 de finale | 1/2 finale    | —          | 3e place   | Finale   |
| Double mixte       | —          | —          | —             | —             | 1er tour      | 1/4 de finale | 1/2 finale | 3e place   | Finale   |

## Liste des participants par nation
| Nation           | Simple messieurs                                                                      | Simple dames                                                                      | Double messieurs                                                                          | Double dames                                                                      | Double mixte                                                            |
| ---------------- | ------------------------------------------------------------------------------------- | --------------------------------------------------------------------------------- | ----------------------------------------------------------------------------------------- | --------------------------------------------------------------------------------- | ----------------------------------------------------------------------- |
| Allemagne        | Alexander Zverev Jan-Lennard Struff Dominik Köpfer Philipp Kohlschreiber              | Laura Siegemund Mona Barthel Anna-Lena Friedsam (ITF)                             | Jan-Lennard Struff - Alexander Zverev Kevin Krawietz - Tim Pütz                           | Anna-Lena Friedsam - Laura Siegemund                                              | Laura Siegemund - Kevin Krawietz                                        |
| Argentine        | Diego Schwartzman Facundo Bagnis Federico Coria Francisco Cerúndolo                   | Nadia Podoroska (ITF)                                                             | Andrés Molteni - Horacio Zeballos Facundo Bagnis - Diego Schwartzman                      | -                                                                                 | Nadia Podoroska - Horacio Zeballos                                      |
| Australie        | John Millman James Duckworth                                                          | Ashleigh Barty Ajla Tomljanović Samantha Stosur (ITF)                             | John Peers - Max Purcell John Millman - Luke Saville                                      | Ashleigh Barty - Storm Sanders Ellen Perez - Samantha Stosur                      | Ashleigh Barty - John Peers                                             |
| Autriche         | -                                                                                     | -                                                                                 | Oliver Marach - Philipp Oswald                                                            | -                                                                                 | -                                                                       |
| Belgique         | -                                                                                     | Elise Mertens Alison Van Uytvanck                                                 | Sander Gillé - Joran Vliegen                                                              | Elise Mertens - Alison Van Uytvanck                                               | -                                                                       |
| Biélorussie      | Egor Gerasimov Ilya Ivashka                                                           | Aryna Sabalenka                                                                   | Egor Gerasimov - Ilya Ivashka                                                             | -                                                                                 | -                                                                       |
| Bolivie          | Hugo Dellien                                                                          | -                                                                                 | -                                                                                         | -                                                                                 | -                                                                       |
| Brésil           | Thiago Monteiro João Menezes (ITF)                                                    | -                                                                                 | Marcelo Demoliner - Marcelo Melo                                                          | Laura Pigossi - Luisa Stefani                                                     | Luisa Stefani - Marcelo Melo                                            |
| Canada           | Félix Auger-Aliassime                                                                 | Leylah Annie Fernandez                                                            | -                                                                                         | Gabriela Dabrowski - Sharon Fichman                                               | Gabriela Dabrowski - Félix Auger-Aliassime                              |
| Chili            | Tomás Barrios Vera (ITF)                                                              | -                                                                                 | -                                                                                         | -                                                                                 | -                                                                       |
| Chine            | -                                                                                     | Wang Qiang (ITF) Zheng Saisai                                                     | -                                                                                         | Xu Yifan - Yang Zhaoxuan Duan Ying-Ying - Zheng Saisai                            | -                                                                       |
| Colombie         | Daniel Elahi Galán                                                                    | María Camila Osorio Serrano                                                       | Juan Sebastián Cabal - Robert Farah                                                       | -                                                                                 | -                                                                       |
| Corée du Sud     | Kwon Soon-woo                                                                         | -                                                                                 | -                                                                                         | -                                                                                 | -                                                                       |
| Croatie          | Marin Čilić                                                                           | Donna Vekić                                                                       | Nikola Mektić - Mate Pavić Marin Čilić - Ivan Dodig                                       | Darija Jurak - Donna Vekić                                                        | Darija Jurak - Ivan Dodig                                               |
| Égypte           | Mohamed Safwat (ITF)                                                                  | Mayar Sherif (ITF)                                                                | -                                                                                         | -                                                                                 | -                                                                       |
| Espagne          | Pablo Carreño Busta Alejandro Davidovich Fokina Pablo Andújar Roberto Carballés Baena | Garbiñe Muguruza Paula Badosa Gibert Sara Sorribes Tormo Carla Suárez Navarro     | Pablo Carreño Busta - Alejandro Davidovich Fokina Pablo Andújar - Roberto Carballés Baena | Garbiñe Muguruza - Carla Suárez Navarro Paula Badosa Gibert - Sara Sorribes Tormo | Paula Badosa Gibert - Pablo Carreño Busta                               |
| Estonie          | -                                                                                     | Anett Kontaveit                                                                   | -                                                                                         | -                                                                                 | -                                                                       |
| États-Unis       | Tommy Paul Frances Tiafoe Tennys Sandgren Marcos Giron                                | Jennifer Brady Jessica Pegula Alison Riske                                        | Rajeev Ram - Frances Tiafoe Austin Krajicek - Tennys Sandgren                             | Nicole Melichar - Alison Riske Bethanie Mattek-Sands - Jessica Pegula             | Bethanie Mattek-Sands - Rajeev Ram                                      |
| France           | Gaël Monfils Ugo Humbert Jérémy Chardy Gilles Simon                                   | Fiona Ferro Kristina Mladenovic Alizé Cornet Caroline Garcia                      | Pierre-Hugues Herbert - Nicolas Mahut Jérémy Chardy - Gaël Monfils                        | Caroline Garcia - Kristina Mladenovic Alizé Cornet - Fiona Ferro                  | Kristina Mladenovic - Nicolas Mahut                                     |
| Géorgie          | Nikoloz Basilashvili                                                                  | -                                                                                 | -                                                                                         | -                                                                                 | -                                                                       |
| Grande-Bretagne  | Andy Murray Liam Broady                                                               | Heather Watson                                                                    | Andy Murray - Joe Salisbury Jamie Murray - Neal Skupski                                   | -                                                                                 | -                                                                       |
| Grèce            | Stéfanos Tsitsipás                                                                    | Maria Sakkari                                                                     |                                                                                           |                                                                                   | Maria Sakkari - Stéfanos Tsitsipás                                      |
| Hongrie          | Márton Fucsovics                                                                      | -                                                                                 | -                                                                                         | -                                                                                 | -                                                                       |
| Inde             | Sumit Nagal                                                                           | -                                                                                 | -                                                                                         | Sania Mirza - Ankita Raina                                                        | -                                                                       |
| Italie           | Lorenzo Sonego Fabio Fognini Lorenzo Musetti                                          | Camila Giorgi Jasmine Paolini Sara Errani (ITF)                                   | Lorenzo Musetti - Lorenzo Sonego                                                          | -                                                                                 | -                                                                       |
| Japon            | Yoshihito Nishioka Kei Nishikori Taro Daniel Yuichi Sugita                            | Naomi Osaka Misaki Doi Nao Hibino                                                 | Ben McLachlan - Kei Nishikori Taro Daniel - Yoshihito Nishioka                            | Nao Hibino - Makoto Ninomiya Shuko Aoyama - Ena Shibahara                         | Ena Shibahara - Ben McLachan                                            |
| Kazakhstan       | Alexander Bublik Mikhail Kukushkin                                                    | Elena Rybakina Yulia Putintseva Yaroslava Shvedova Zarina Diyas                   | Alexander Bublik - Andrey Golubev                                                         | -                                                                                 | Yaroslava Shvedova - Andrey Golubev                                     |
| Lettonie         | -                                                                                     | Jeļena Ostapenko Anastasija Sevastova                                             | -                                                                                         | Jeļena Ostapenko - Anastasija Sevastova                                           | -                                                                       |
| Mexique          | -                                                                                     | Renata Zarazúa                                                                    | -                                                                                         | Giuliana Olmos - Renata Zarazúa                                                   | -                                                                       |
| Nouvelle-Zélande | -                                                                                     | -                                                                                 | Marcus Daniell - Michael Venus                                                            | -                                                                                 | -                                                                       |
| Ouzbékistan      | Denis Istomin (ITF)                                                                   | -                                                                                 | -                                                                                         | -                                                                                 | -                                                                       |
| Paraguay         | -                                                                                     | Verónica Cepede Royg (ITF)                                                        | -                                                                                         | -                                                                                 | -                                                                       |
| Pays-Bas         | -                                                                                     | Kiki Bertens                                                                      | Wesley Koolhof - Jean-Julien Rojer                                                        | Kiki Bertens - Demi Schuurs                                                       | -                                                                       |
| Pérou            | Juan Pablo Varillas (ITF)                                                             | -                                                                                 | -                                                                                         | -                                                                                 | -                                                                       |
| Pologne          | Hubert Hurkacz Kamil Majchrzak                                                        | Iga Świątek Magda Linette                                                         | Hubert Hurkacz - Łukasz Kubot                                                             | Magda Linette - Alicja Rosolska                                                   | Iga Świątek - Łukasz Kubot                                              |
| Portugal         | Pedro Sousa João Sousa                                                                | -                                                                                 | João Sousa - Pedro Sousa                                                                  | -                                                                                 | -                                                                       |
| Tchéquie         | Tomáš Macháč (ITF)                                                                    | Karolína Plíšková Petra Kvitová Barbora Krejčíková Markéta Vondroušová            | -                                                                                         | Barbora Krejčíková - Kateřina Siniaková Karolína Plíšková - Markéta Vondroušová   | -                                                                       |
| ROC              | Daniil Medvedev Andrey Rublev Aslan Karatsev Karen Khachanov                          | Anastasia Pavlyuchenkova Veronika Kudermetova Ekaterina Alexandrova Elena Vesnina | Aslan Karatsev - Daniil Medvedev Karen Khachanov - Andrey Rublev                          | Elena Vesnina - Veronika Kudermetova                                              | Elena Vesnina - Aslan Karatsev Anastasia Pavlyuchenkova - Andrey Rublev |
| Roumanie         | -                                                                                     | Mihaela Buzărnescu (ITF)                                                          | -                                                                                         | Monica Niculescu - Raluca Olaru                                                   | -                                                                       |
| Serbie           | Novak Djokovic Miomir Kecmanović                                                      | Nina Stojanović Ivana Jorović                                                     | -                                                                                         | Aleksandra Krunić - Nina Stojanović                                               | Nina Stojanović - Novak Djokovic                                        |
| Slovaquie        | Norbert Gombos Lukáš Klein                                                            | -                                                                                 | Lukáš Klein - Filip Polášek                                                               | -                                                                                 | -                                                                       |
| Suède            | -                                                                                     | Rebecca Peterson                                                                  | -                                                                                         | -                                                                                 | -                                                                       |
| Suisse           | -                                                                                     | Belinda Bencic Viktorija Golubic                                                  | -                                                                                         | Belinda Bencic - Viktorija Golubic                                                | -                                                                       |
| Taïwan           | Lu Yen-hsun                                                                           | -                                                                                 | -                                                                                         | Chan Hao-ching - Chan Yung-jan Hsieh Yu-Chieh - Hsu Chieh-yu                      | -                                                                       |
| Tunisie          | -                                                                                     | Ons Jabeur                                                                        | -                                                                                         | -                                                                                 | -                                                                       |
| Ukraine          | -                                                                                     | Elina Svitolina Dayana Yastremska                                                 | -                                                                                         | Elina Svitolina - Dayana Yastremska Lyudmyla Kichenok - Nadiia Kichenok           | -                                                                       |
| Total            | 64                                                                                    | 64                                                                                | 32                                                                                        | 32                                                                                | 16                                                                      |

## Faits marquants

### Avant le tournoi

#### Contexte
Initialement prévus à l'été 2020, les Jeux olympiques sont décalés d'une année en raison de la pandémie de Covid-19. Pour cette même raison, les organisateurs annoncent deux semaines avant l'ouverture que l'ensemble des compétitions se joueront sans public. Les contraintes sanitaires expliquent en grande partie le nombre de forfaits importants, notamment chez les messieurs.

#### Forfaits
- Chez les hommes

On compte au total 52 joueurs qui ont renoncé à participer aux JO, dont 42 membres du top 100. Parmi le top 10, la moitié a déclaré forfait. Ce nombre record de forfait permet ainsi à 14 joueurs classés au-delà de la 100e place mondiale d'intégrer directement le tableau principal. Le dernier à rentrer est le Slovaque Lukáš Klein, classé 254e mondial au moment de l'arrêt du classement, le 14 juin 2021. Sa présence s'explique par le fait que Matteo Berrettini ait annoncé son forfait après la date limite d'entrée des joueurs, arrêtée au 16 juillet 2021. Par conséquent, c'est le joueur de double le mieux classé en simple, et déjà inscrit dans la compétition, qui intègre le tableau principal du simple messieurs.
- Lloyd Harris[5]
- Federico Delbonis[6]
- Guido Pella[7]
- Alex de Minaur[8]
- Nick Kyrgios[9]
- Alexei Popyrin[10]
- Jordan Thompson[11]
- Dennis Novak[12]
- Jurij Rodionov[13]
- Dominic Thiem[14]
- David Goffin[15]
- Damir Džumhur[16]
- Thiago Seyboth Wild[17]
- Vasek Pospisil[18]
- Milos Raonic[19]
- Denis Shapovalov[20]
- Cristian Garín[21]
- Borna Ćorić[22]
- Roberto Bautista-Agut[23]
- Feliciano López[24]
- Rafael Nadal[25]
- Albert Ramos Viñolas[26]
- Taylor Fritz[27]
- John Isner[28]
- Steve Johnson[29]
- Reilly Opelka[30]
- Sam Querrey[31]
- Emil Ruusuvuori[32]
- Richard Gasquet[33]
- Adrian Mannarino[34]
- Benoît Paire[35]
- Attila Balázs[36]
- Matteo Berrettini[37]
- Jannik Sinner[38]
- Ričardas Berankis[39]
- Radu Albot[40]
- Casper Ruud[41]
- Botic van de Zandschulp[42]
- Jiří Veselý[43]
- Kyle Edmund[44]
- Daniel Evans[45]
- Cameron Norrie[46]
- Laslo Djere[47]
- Filip Krajinović[48]
- Dušan Lajović[49]
- Jozef Kovalík[50]
- Andrej Martin[51]
- Mikael Ymer[52]
- Roger Federer[53]
- Henri Laaksonen[54]
- Stanislas Wawrinka[55]
- Pablo Cuevas[56]

- Chez les femmes

On compte au total 26 joueuses qui ont renoncé à disputer les JO, dont 23 membres du top 100. Parmi le top 10, 4 ont déclaré forfait. La dernière à rentrer est la Mexicaine Renata Zarazúa, classée 137e mondial au moment de l'arrêt du classement, le 14 juin 2021. Sa présence s'explique par le fait que Cori Gauff ait annoncée son forfait après la date limite d'entrée des joueuses, arrêtée au 16 juillet 2021. Par conséquent, c'est la joueuse de double la mieux classée en simple, et déjà inscrite dans la compétition, qui intègre le tableau principal du simple dames.
- Angelique Kerber[57]
- Kirsten Flipkens[58]
- Victoria Azarenka[59]
- Aliaksandra Sasnovich[60]
- Viktoriya Tomova[61]
- Bianca Andreescu[62]
- Zhang Shuai[63]
- Clara Tauson[64]
- Kaia Kanepi[65]
- Cori Gauff[66]
- Sofia Kenin[67]
- Madison Keys[68]
- Serena Williams[69]
- Martina Trevisan[70]
- Danka Kovinić[71]
- Arantxa Rus[72]
- Irina-Camelia Begu[73]
- Sorana Cîrstea[74]
- Simona Halep[75]
- Johanna Konta[76]
- Daria Kasatkina[77]
- Svetlana Kuznetsova[78]
- Kaja Juvan[79]
- Tamara Zidanšek[80]
- Jil Teichmann[81]
- Marta Kostyuk[82]

### Pendant le tournoi
En raison de la chaleur extrême (entre 35 et 37 °C tous les jours), la Fédération internationale de tennis a annoncé qu'à compter du mercredi la fin des compétitions de tennis se disputeront à partir de 15 heures (heure locale) et non plus 11 heures, pour permettre aux joueuses et aux joueurs de bénéficier de conditions de jeu plus clémentes, à savoir jouer dans des conditions moins lourdes et humides.

#### Simple messieurs
Double champion olympique en titre, Andy Murray a déclaré forfait quelques heures avant son entrée en lice contre Félix Auger-Aliassime en raison d'une contracture à la cuisse. Sur conseil de son staff médical, il a indiqué se concentrer uniquement sur le double où il est aligné aux côtés de Joe Salisbury.
Alors qu'il avait l'occasion de réaliser pour la première fois de l'histoire le Golden Slam (les quatre tournois du Grand Chelem et les Jeux olympiques), le numéro 1 mondial Novak Djokovic qui a remporté l'Open d'Australie, Roland Garros et Wimbledon chute lors de la petite finale face à Pablo Carreño Busta.

#### Simple dames
La numéro 1 mondiale et récente vainqueure du tournoi de Wimbledon, Ashleigh Barty s'incline dès son entrée en lice, battue par la 48e mondiale Sara Sorribes Tormo.
La numéro 2 mondiale et locale de ces Jeux, Naomi Osaka, qui n'avait plus disputé une seule compétition depuis Roland Garros afin de préserver « sa santé mentale », est éliminée sèchement en 1/8e de finale par la Russe et 42e mondiale Markéta Vondroušová.

#### Double messieurs
Les têtes de série n°2, Pierre-Hugues Herbert et Nicolas Mahut, quintuples vainqueurs en Grand Chelem et titrés six semaines auparavant à Roland Garros, s'inclinent sèchement dès leur entrée en lice face à Andy Murray et Joe Salisbury. Ils avaient déjà été éliminés au 1er tour aux précédentes olympiades, à Rio de Janeiro.

### Lauréats
Chez les messieurs, l'Allemand Alexander Zverev remporte la médaille d'or en battant en finale Karen Khachanov. Il s'agit de sa première médaille olympique. Il est le premier Allemand de l'ère Open titré aux JO en simple messieurs, la meilleure performance du pays remontant aux olympiades de Sydney en 2000 à l'occasion desquelles Tommy Haas avait remporté la médaille d'argent. L'Espagnol Pablo Carreño Busta décroche, quant à lui, la médaille de bronze en battant lors de la petite finale le numéro 1 mondial Novak Djokovic.
Chez les dames, la Suisse Belinda Bencic est sacrée championne olympique après sa victoire contre Markéta Vondroušová. Il s'agit de sa première médaille olympique. Elle offre ainsi à la Suisse sa troisième médaille d'or en tennis et son premier titre en simple dames, 29 ans après le titre remporté par Marc Rosset chez les messieurs. L'Ukrainienne Elina Svitolina remporte, quant à elle, la petite finale en battant Elena Rybakina. Elle apporte ainsi à son pays la toute première médaille olympique dans la discipline.
En double messieurs, au cours d'une finale 100% croate (première finale opposant deux équipes du même pays depuis Jeux olympiques de 1908 à Londres), ce sont les spécialistes de la discipline Nikola Mektić et Mate Pavić qui se sont imposés face à leurs compatriotes Marin Čilić et Ivan Dodig. Les deux équipes apportent ainsi à leur pays la première médaille d'or et d'argent en tennis. Les Néozélandais Marcus Daniell et Michael Venus remportent, quant à eux, la médaille de bronze après leur victoire contre Austin Krajicek et Tennys Sandgren. Il s'agit de la première médaille du pays en tennis.
En double dames, les Tchèques Barbora Krejčíková et Kateřina Siniaková décrochent la médaille d'or en battant en finale Belinda Bencic et Viktorija Golubic. Il s'agit du premier titre olympique de la Tchéquie en tennis depuis les Jeux de Séoul en 1988 (Miloslav Mečíř titré en simple messieurs). Belinda Bencic remporte sa deuxième médaille après l'or glanée en simple dames. Les Brésiliennes Laura Pigossi et Luisa Stefani dominent, quant à elles, la petite finale et décrochent la médaille de bronze en s'imposant face à Veronika Kudermetova et Elena Vesnina. Elles offrent ainsi au Brésil sa toute première médaille en tennis.
En double mixte, les Russes Anastasia Pavlyuchenkova et Andrey Rublev dominent leurs compatriotes Elena Vesnina et Aslan Karatsev et remportent pour la première fois de leur carrière respective l'or olympique, offrant ainsi à la Russie sa première médaille d'or en tennis. Les Australiens Ashleigh Barty et John Peers bénéficient, quant à eux, du forfait de Nina Stojanović et Novak Djokovic et remportent la médaille de bronze. La dernière médaille remportée par l'Australie en tennis remonte aux Jeux d'Athènes en 2004 (Alicia Molik en bronze en simple dames).

## Parcours

### Simple messieurs
|  |                     |                 |                     |               |               |                 |      |            |                  |                               |                               |                               |                               |                               |        |        |        |        |        |  |  |
|  | 1/4 de finale       | 1/4 de finale   | 1/4 de finale       | 1/4 de finale | 1/4 de finale |                 |      | 1/2 finale | 1/2 finale       | 1/2 finale                    | 1/2 finale                    | 1/2 finale                    |                               |                               | Finale | Finale | Finale | Finale | Finale |  |  |
|  |                     |                 |                     |               |               |                 |      |            |                  |                               |                               |                               |                               |                               |        |        |        |        |        |  |  |
|  |                     |                 |                     |               |               |                 |      |            |                  |                               |                               |                               |                               |                               |        |        |        |        |        |  |  |
|  | Novak Djokovic      | (1)             | 6                   | 6             |               |                 |      |            |                  |                               |                               |                               |                               |                               |        |        |        |        |        |  |  |
|  | Novak Djokovic      | (1)             | 6                   | 6             |               |                 |      |            |                  |                               |                               |                               |                               |                               |        |        |        |        |        |  |  |
|  | Kei Nishikori       |                 | 2                   | 0             |               |                 |      |            |                  |                               |                               |                               |                               |                               |        |        |        |        |        |  |  |
|  | Kei Nishikori       | Novak Djokovic  | 2                   | 0             | (1)           | 6               | 3    | 1          |                  |                               |                               |                               |                               |                               |        |        |        |        |        |  |  |
|  |                     |                 |                     |               |               | 6               | 3    | 1          |                  |                               |                               |                               |                               |                               |        |        |        |        |        |  |  |
|  |                     |                 | Alexander Zverev    | (4)           | 1             | 6               | 6    |            |                  |                               |                               |                               |                               |                               |        |        |        |        |        |  |  |
|  | Alexander Zverev    | (4)             | Alexander Zverev    | (4)           | 1             | 6               | 6    | 6          | 6                |                               |                               |                               |                               |                               |        |        |        |        |        |  |  |
|  | Alexander Zverev    | (4)             |                     |               |               |                 |      |            | 6                |                               |                               |                               |                               |                               |        |        |        |        |        |  |  |
|  | Jérémy Chardy       |                 | 4                   | 1             |               |                 |      |            |                  |                               |                               |                               |                               |                               |        |        |        |        |        |  |  |
|  | Jérémy Chardy       |                 |                     |               |               |                 |      |            | Alexander Zverev | (4)                           | 6                             | 6                             |                               |                               |        |        |        |        |        |  |  |
|  |                     |                 |                     |               |               |                 |      |            | Alexander Zverev | (4)                           | 6                             | 6                             |                               |                               |        |        |        |        |        |  |  |
|  |                     | Karen Khachanov | (12)                | 3             | 1             |                 |      |            |                  |                               |                               |                               |                               |                               |        |        |        |        |        |  |  |
|  | Karen Khachanov     | Karen Khachanov | (12)                | 3             | 1             | (12)            | 7    | 4          | 6                |                               |                               |                               |                               |                               |        |        |        |        |        |  |  |
|  | Karen Khachanov     |                 |                     |               |               |                 | 7    | 4          | 6                |                               |                               |                               |                               |                               |        |        |        |        |        |  |  |
|  | Ugo Humbert         | (14)            | 64                  | 6             | 3             |                 |      |            |                  |                               |                               |                               |                               |                               |        |        |        |        |        |  |  |
|  | Ugo Humbert         | (14)            | 64                  | 6             | 3             | Karen Khachanov | (12) | 6          | 6                |                               |                               |                               |                               |                               |        |        |        |        |        |  |  |
|  |                     |                 |                     |               |               | Karen Khachanov | (12) | 6          | 6                |                               |                               |                               |                               |                               |        |        |        |        |        |  |  |
|  |                     |                 | Pablo Carreño Busta | (6)           | 3             | 3               |      |            |                  | Match pour la troisième place | Match pour la troisième place | Match pour la troisième place | Match pour la troisième place | Match pour la troisième place |        |        |        |        |        |  |  |
|  | Pablo Carreño Busta | (6)             | Pablo Carreño Busta | (6)           | 3             | 3               | 6    | 7          |                  | Match pour la troisième place | Match pour la troisième place | Match pour la troisième place | Match pour la troisième place | Match pour la troisième place |        |        |        |        |        |  |  |
|  | Pablo Carreño Busta | (6)             |                     |               |               |                 |      |            |                  |                               |                               |                               |                               |                               |        |        |        |        |        |  |  |
|  | Daniil Medvedev     | (2)             | 2                   | 65            |               |                 |      |            |                  |                               |                               |                               |                               |                               |        |        |        |        |        |  |  |
|  | Daniil Medvedev     | (2)             | 2                   | 65            |               |                 |      |            |                  |                               |                               |                               |                               | Novak Djokovic                | (1)    | 4      | 7      | 3      |        |  |  |
|  |                     |                 |                     |               |               |                 |      |            |                  |                               |                               |                               |                               | Novak Djokovic                | (1)    | 4      | 7      | 3      |        |  |  |
|  | Pablo Carreño Busta | (6)             | 6                   | 6             | 6             |                 |      |            |                  |                               |                               |                               |                               |                               |        |        |        |        |        |  |  |

### Simple dames
|  |                     |                     |                     |               |                 |                |     |            |            |                               |                               |                               |                               |                               |        |        |        |        |        |  |  |
|  | 1/4 de finale       | 1/4 de finale       | 1/4 de finale       | 1/4 de finale | 1/4 de finale   |                |     | 1/2 finale | 1/2 finale | 1/2 finale                    | 1/2 finale                    | 1/2 finale                    |                               |                               | Finale | Finale | Finale | Finale | Finale |  |  |
|  |                     |                     |                     |               |                 |                |     |            |            |                               |                               |                               |                               |                               |        |        |        |        |        |  |  |
|  |                     |                     |                     |               |                 |                |     |            |            |                               |                               |                               |                               |                               |        |        |        |        |        |  |  |
|  | A. Pavlyuchenkova   | (13)                | 0                   | 6             | 3               |                |     |            |            |                               |                               |                               |                               |                               |        |        |        |        |        |  |  |
|  | A. Pavlyuchenkova   | (13)                | 0                   | 6             | 3               |                |     |            |            |                               |                               |                               |                               |                               |        |        |        |        |        |  |  |
|  | Belinda Bencic      | (9)                 | 6                   | 3             | 6               |                |     |            |            |                               |                               |                               |                               |                               |        |        |        |        |        |  |  |
|  | Belinda Bencic      | (9)                 | 6                   | 3             | 6               | Belinda Bencic | (9) | 7          | 4          | 6                             |                               |                               |                               |                               |        |        |        |        |        |  |  |
|  |                     |                     |                     |               |                 | Belinda Bencic | (9) | 7          | 4          | 6                             |                               |                               |                               |                               |        |        |        |        |        |  |  |
|  |                     |                     | Elena Rybakina      | (15)          | 62              | 6              | 3   |            |            |                               |                               |                               |                               |                               |        |        |        |        |        |  |  |
|  | Elena Rybakina      | (15)                | Elena Rybakina      | (15)          | 62              | 6              | 3   | 7          | 6          |                               |                               |                               |                               |                               |        |        |        |        |        |  |  |
|  | Elena Rybakina      | (15)                |                     |               |                 |                |     |            | 6          |                               |                               |                               |                               |                               |        |        |        |        |        |  |  |
|  | Garbiñe Muguruza    | (7)                 | 5                   | 1             |                 |                |     |            |            |                               |                               |                               |                               |                               |        |        |        |        |        |  |  |
|  | Garbiñe Muguruza    | (7)                 | 5                   | 1             |                 |                |     |            |            |                               |                               | Belinda Bencic                | (9)                           | 7                             | 2      | 6      |        |        |        |  |  |
|  |                     |                     |                     |               |                 |                |     |            |            |                               |                               | Belinda Bencic                | (9)                           | 7                             | 2      | 6      |        |        |        |  |  |
|  |                     | Markéta Vondroušová |                     | 5             | 6               | 3              |     |            |            |                               |                               |                               |                               |                               |        |        |        |        |        |  |  |
|  | Camila Giorgi       | Markéta Vondroušová |                     | 5             | 6               | 3              | 4   | 4          |            |                               |                               |                               |                               |                               |        |        |        |        |        |  |  |
|  | Camila Giorgi       |                     |                     |               |                 |                | 4   | 4          |            |                               |                               |                               |                               |                               |        |        |        |        |        |  |  |
|  | Elina Svitolina     | (4)                 | 6                   | 6             |                 |                |     |            |            |                               |                               |                               |                               |                               |        |        |        |        |        |  |  |
|  | Elina Svitolina     | (4)                 | 6                   | 6             | Elina Svitolina | (4)            | 3   | 1          |            |                               |                               |                               |                               |                               |        |        |        |        |        |  |  |
|  |                     |                     |                     |               |                 | (4)            | 3   | 1          |            |                               |                               |                               |                               |                               |        |        |        |        |        |  |  |
|  |                     |                     | Markéta Vondroušová |               | 6               | 6              |     |            |            | Match pour la troisième place | Match pour la troisième place | Match pour la troisième place | Match pour la troisième place | Match pour la troisième place |        |        |        |        |        |  |  |
|  | Paula Badosa Gibert |                     | Markéta Vondroušová | 3             | 6               | 6              | ab. |            |            | Match pour la troisième place | Match pour la troisième place | Match pour la troisième place | Match pour la troisième place | Match pour la troisième place |        |        |        |        |        |  |  |
|  | Paula Badosa Gibert |                     |                     |               |                 |                |     |            |            |                               |                               |                               |                               |                               |        |        |        |        |        |  |  |
|  | Markéta Vondroušová |                     | 6                   |               |                 |                |     |            |            |                               |                               |                               |                               |                               |        |        |        |        |        |  |  |
|  | Markéta Vondroušová |                     |                     |               |                 |                |     |            |            |                               | Elena Rybakina                | (15)                          | 6                             | 65                            | 4      |        |        |        |        |  |  |
|  |                     |                     |                     |               |                 |                |     |            |            |                               | Elena Rybakina                | (15)                          | 6                             | 65                            | 4      |        |        |        |        |  |  |
|  | Elina Svitolina     | (4)                 | 1                   | 7             | 6               |                |     |            |            |                               |                               |                               |                               |                               |        |        |        |        |        |  |  |

### Double messieurs
|  |                                 |                            |                          |            |                               |   |   |        |        |        |        |        |
|  | 1/2 finale                      | 1/2 finale                 | 1/2 finale               | 1/2 finale | 1/2 finale                    |   |   | Finale | Finale | Finale | Finale | Finale |
|  |                                 |                            |                          |            |                               |   |   |        |        |        |        |        |
|  |                                 |                            |                          |            |                               |   |   |        |        |        |        |        |
|  | Nikola Mektić Mate Pavić        | (1)                        | 6                        | 6          |                               |   |   |        |        |        |        |        |
|  | Nikola Mektić Mate Pavić        | (1)                        | 6                        | 6          |                               |   |   |        |        |        |        |        |
|  | Austin Krajicek Tennys Sandgren |                            | 4                        | 4          |                               |   |   |        |        |        |        |        |
|  | Austin Krajicek Tennys Sandgren | Nikola Mektić · Mate Pavić | 4                        | 4          | (1)                           | 6 | 3 | 10     |        |        |        |        |
|  |                                 |                            |                          |            |                               | 6 | 3 | 10     |        |        |        |        |
|  |                                 |                            | Marin Čilić · Ivan Dodig |            | 4                             | 6 | 6 |        |        |        |        |        |
|  | Marcus Daniell Michael Venus    |                            | Marin Čilić · Ivan Dodig | 2          | 4                             | 6 | 6 | 2      |        |        |        |        |
|  | Marcus Daniell Michael Venus    |                            |                          | 2          |                               |   |   | 2      |        |        |        |        |
|  | Marin Čilić Ivan Dodig          |                            | 6                        | 6          |                               |   |   |        |        |        |        |        |
|  | Marin Čilić Ivan Dodig          |                            | 6                        | 6          | Match pour la troisième place |   |   |        |        |        |        |        |
|  |                                 |                            |                          |            |                               |   |   |        |        |        |        |        |
|  |                                 |                            |                          |            |                               |   |   |        |        |        |        |        |
|  |                                 |                            |                          |            |                               |   |   |        |        |        |        |        |
|  | Austin Krajicek Tennys Sandgren |                            | 63                       | 2          |                               |   |   |        |        |        |        |        |
|  | Austin Krajicek Tennys Sandgren |                            | 63                       | 2          |                               |   |   |        |        |        |        |        |
|  | Marcus Daniell · Michael Venus  |                            | 7                        | 6          |                               |   |   |        |        |        |        |        |

### Double dames
|  |                                       |            |                                    |            |                               |                                         |     |        |        |        |        |        |
|  | 1/2 finale                            | 1/2 finale | 1/2 finale                         | 1/2 finale | 1/2 finale                    |                                         |     | Finale | Finale | Finale | Finale | Finale |
|  |                                       |            |                                    |            |                               |                                         |     |        |        |        |        |        |
|  |                                       |            |                                    |            |                               |                                         |     |        |        |        |        |        |
|  | Barbora Krejčíková Kateřina Siniaková | (1)        | 6                                  | 3          | 10                            |                                         |     |        |        |        |        |        |
|  | Barbora Krejčíková Kateřina Siniaková | (1)        | 6                                  | 3          | 10                            |                                         |     |        |        |        |        |        |
|  | Veronika Kudermetova Elena Vesnina    | (PR)       | 3                                  | 6          | 6                             |                                         |     |        |        |        |        |        |
|  | Veronika Kudermetova Elena Vesnina    | (PR)       | 3                                  | 6          | 6                             | Barbora Krejčíková · Kateřina Siniaková | (1) | 7      | 6      |        |        |        |
|  |                                       |            |                                    |            |                               | Barbora Krejčíková · Kateřina Siniaková | (1) | 7      | 6      |        |        |        |
|  |                                       |            | Belinda Bencic · Viktorija Golubic |            | 5                             | 1                                       |     |        |        |        |        |        |
|  | Laura Pigossi Luisa Stefani           |            | Belinda Bencic · Viktorija Golubic | 5          | 5                             | 1                                       | 3   |        |        |        |        |        |
|  | Laura Pigossi Luisa Stefani           |            |                                    | 5          |                               |                                         | 3   |        |        |        |        |        |
|  | Belinda Bencic Viktorija Golubic      |            | 7                                  | 6          |                               |                                         |     |        |        |        |        |        |
|  | Belinda Bencic Viktorija Golubic      |            | 7                                  | 6          | Match pour la troisième place |                                         |     |        |        |        |        |        |
|  |                                       |            |                                    |            |                               |                                         |     |        |        |        |        |        |
|  |                                       |            |                                    |            |                               |                                         |     |        |        |        |        |        |
|  |                                       |            |                                    |            |                               |                                         |     |        |        |        |        |        |
|  | Veronika Kudermetova Elena Vesnina    | (PR)       | 6                                  | 4          | 9                             |                                         |     |        |        |        |        |        |
|  | Veronika Kudermetova Elena Vesnina    | (PR)       | 6                                  | 4          | 9                             |                                         |     |        |        |        |        |        |
|  | Laura Pigossi · Luisa Stefani         |            | 4                                  | 6          | 11                            |                                         |     |        |        |        |        |        |

### Double mixte
|  |                                 |                                |                                   |            |            |                               |    |        |        |        |        |        |
|  | 1/2 finale                      | 1/2 finale                     | 1/2 finale                        | 1/2 finale | 1/2 finale |                               |    | Finale | Finale | Finale | Finale | Finale |
|  |                                 |                                |                                   |            |            |                               |    |        |        |        |        |        |
|  |                                 |                                |                                   |            |            |                               |    |        |        |        |        |        |
|  | Elena Vesnina Aslan Karatsev    |                                | 7                                 | 7          |            |                               |    |        |        |        |        |        |
|  | Elena Vesnina Aslan Karatsev    |                                |                                   |            |            |                               |    |        |        |        |        |        |
|  | Nina Stojanović Novak Djokovic  |                                | 64                                | 5          |            |                               |    |        |        |        |        |        |
|  | Nina Stojanović Novak Djokovic  | Elena Vesnina · Aslan Karatsev | 64                                | 5          |            | 3                             | 7  | 11     |        |        |        |        |
|  |                                 |                                |                                   |            |            | 3                             | 7  | 11     |        |        |        |        |
|  |                                 |                                | A. Pavlyuchenkova · Andrey Rublev | (4)        | 6          | 65                            | 13 |        |        |        |        |        |
|  | A. Pavlyuchenkova Andrey Rublev | (4)                            | A. Pavlyuchenkova · Andrey Rublev | (4)        | 6          | 65                            | 13 | 5      | 6      | 13     |        |        |
|  | A. Pavlyuchenkova Andrey Rublev | (4)                            |                                   |            |            |                               |    | 5      | 6      | 13     |        |        |
|  | Ashleigh Barty John Peers       |                                | 7                                 | 4          | 11         |                               |    |        |        |        |        |        |
|  | Ashleigh Barty John Peers       |                                | 7                                 | 4          | 11         | Match pour la troisième place |    |        |        |        |        |        |
|  |                                 |                                |                                   |            |            |                               |    |        |        |        |        |        |
|  |                                 |                                |                                   |            |            |                               |    |        |        |        |        |        |
|  |                                 |                                |                                   |            |            |                               |    |        |        |        |        |        |
|  | Nina Stojanović Novak Djokovic  |                                | forfait                           | forfait    | forfait    |                               |    |        |        |        |        |        |
|  | Nina Stojanović Novak Djokovic  |                                | forfait                           | forfait    | forfait    |                               |    |        |        |        |        |        |
|  | Ashleigh Barty · John Peers     |                                |                                   |            |            |                               |    |        |        |        |        |        |